# Ikoma Chikamasa
Ikoma Chikamasa (生駒 親正?   1526 – 25 de marzo de 1603) fue un samurái y daimyō durante el período Azuchi-Momoyama hasta el periodo Edo de la historia de Japón. Su padre fue Ikoma Chikashige.
En 1566 se convirtió en vasallo de Oda Nobunaga cuando éste atacó la Provincia de Mino. Posteriormente sirvió bajo las órdenes de Toyotomi Hideyoshi con quien participó en varias batallas como la de Nagashino, Yamazaki, Shizugatake, entre otras. Participó activamente durante las invasiones japonesas a Corea. Durante la Batalla de Sekigahara se unió a las fuerzas de Ishida Mitsunari en contra de las tropas de Tokugawa Ieyasu. Después de la derrota del ejército de Ishida y gracias a que su hijo Kazumasa había luchado con Tokugawa, el clan pudo mantener el feudo aunque Chikimasa tuvo que dejar el liderazgo del clan. 
Chikimasa se convirtió en sacerdote y se retiró a la Monte Koya.
Falleció en 1603 en el Castillo Takamatsu.